# Hans Jørgen Lundager Jensen
Hans Jørgen Lundager Jensen (født 30. september 1953 i Slagelse) er en dansk cand.mag. og mag.art. i kristendomskundskab fra Aarhus Universitet. Han blev dr.theol. fra 2000 på afhandlingen Den fortærende ild. I 2004 udnævnt til professor i religionsvidenskab og ligeledes fra 2009 professor i teologi.
Jensen er redaktør på Religionsvidenskabeligt Tidsskrift
og Religionsvidenskabelig Skriftrække.